# Isabelle (roman)
Pour les articles homonymes, voir Isabelle.
Isabelle est un roman court d'André Gide publié en 1911.

## Historique
D'abord ébauchée dès 1893, dans une lettre à Henri de Régnier, l'écriture du récit est entamée en 1910. Le roman paraît initialement à la NRF dans les numéros de janvier, février et mars 1911 puis en volume en mai de la même année chez Gallimard.

## Résumé
Chapitre Introductif
L’action se passe dans les années 1890. Gérard Lacase emmène Francis Jammes et l’auteur visiter le château de la Quartfourche, une demeure abandonnée et presque ruinée. Gérard connaissait les hôtes du lieu; revoir l’endroit ainsi ruiné semble le frapper d’une vive émotion. Une fois la visite finie, ses amis le pressent de raconter ce qui a provoqué cette émotion. Gérard, de bonne grâce, s’exécute. Dans les chapitres suivants, Gérard est le narrateur.
I
Gérard a alors 25 ans, et, étudiant, préparant un doctorat sur Bossuet, va se rendre pour une semaine chez monsieur Floche, habitant au château de la Quartfourche, aux environs de Pont-l’Évêque, qui dispose d’une importante collection de documents sur ce sujet.
Arrivé à la gare au soir, il est accueilli par Gratien, cocher et jardinier de la maison. Après un voyage mouvementé dans une calèche fatiguée, Gérard arrive au château, où il rencontre d’abord la servante Mlle. Verdure, qui lui prépare un repas froid, et monsieur l’abbé Santal, qui lui montre sa chambre et lui parle des habitants: il y a M. et Mme de Saint-Auréol, propriétaires du château, leur petit-fils Casimir, dont l’abbé est le précepteur, et M. et Mme Floche.
Après une discussion où Gérard et l’abbé ont pu constater leurs divergences d’opinions, la maison s’endort.
II
Le lendemain matin, Gérard rencontre en personne Casimir, enfant boiteux et timide, et les Floche, gens charmants, couple serein de personnes âgées. Son antipathie pour l’abbé ne fait que s’accentuer après une remarque désobligeante que celui-ci fit sur Casimir.
Après une courte promenade dans le parc du château, Floche amène Gérard dans la bibliothèque, où Floche travaille dans un petit réduit et laisse à Gérard le bureau principal. 
En se mettant au travail, Gérard se promet, par goût de l’aventure et curiosité, de découvrir tous les tenants et aboutissants de cette maison et de ses habitants, et de ne pas laisser passer quoi que ce soit sans pouvoir en donner une explication historique et psychologique complète.
III
Au déjeuner, Gérard rencontre les Saint-Auréol, les excentriques propriétaires de la demeure.
Après le repas, Mme Floche demande à Gérard de tester discrètement les connaissances de Casimir; l’abbé lui fait préparer une thèse sur Averroès pour son baccalauréat, et Madame Floche soupçonne que la préparation de cette thèse ait pris le pas sur tous les autres enseignements que l’abbé devrait dispenser à Casimir.
Gérard visite donc le jardin avec Casimir, qui explique qu’il ne fait, pour sa thèse, que mettre au propre et recopier le travail de l’abbé, quatre fois pour l’apprendre par coeur. Son éducation est lacunaire, et son seul loisir est de lire des livres de voyages. Il semble néanmoins vénérer son précepteur.
Le soir venu, tout le monde joue aux cartes (besigue) et aux dés (jacquet).
IV
Le lendemain se passe dans un morne ennui, et Gérard, ayant à peu près fini le travail pour lequel il était venu, se couche avec la ferme résolution de partir au plus vite plutôt que de passer des jours dans un ennui agrémenté de conversations insipides avec les bizarres habitants de la maison.
Le jour suivant, au moment de recevoir le courrier, il feint qu’une dépêche le réclame d’urgence à Paris. Les habitants sont très dépités de son départ précipité et font de leur mieux pour le retenir. Gérard accorde à Casimir une dernière promenade, de laquelle ils ramènent un bouquet à déposer dans la chambre de Mme Floche. Dans la chambre, Casimir fait promettre à Gérard de revenir le plus vite possible en lui faisant signer un billet, que lui signe aussi de son nom, Casimir de Saint-Auréol. Il montre un portrait de sa mère à Gérard, qui en tombe sur-le-champ amoureux; Casimir lui explique qu’elle vient souvent à la maison, mais la nuit, en coup de vent. Désireux d’en savoir plus, Gérard fait mine d’avoir trouvé un moyen de rester plus longtemps, à la joie générale.
Un peu plus tard, Gérard interroge l’abbé sur la famille saint Auréol et la famille Floche, et on apprend que si les Saint Auréol sont propriétaires de la demeure, ils sont ruinés, et ce sont les Floche qui subviennent aux besoins financiers. On apprend également que la mère de Casimir est la fille des Saint Auréol; Gérard trouve étrange que Casimir se soit appelé Saint-Auréol, et conclut sur le fait que l’abbé ne lui a pas tout dit.
V
Un jour suivant, Gérard, surpris par la pluie lors d’une promenade dans le parc, se réfugie dans un pavillon abandonné. Son esprit est obsédé par l’ennui, qu’il comble par un amour envers Isabelle de Saint Auréol, mère de Casimir. En effritant un lambris moisi, il découvre une lettre d'Isabelle, datée du 22 octobre quatorze ans auparavant, où elle annonce à son amant son évasion prochaine de la maison. Gérard, amoureux éperdu, cherche à reconstituer l’histoire, et va interroger l’abbé, qui se comporte étrangement, et lui explique que l’amant était le vicomte Blaise de Gonfreville, mort d’un accident de chasse le même jour, probablement de la main de Gratien. L’abbé exprime une vive irritation à la mention du sujet, et laisse entendre qu’il désapprouve avec véhémence la tenue morale d’Isabelle. La discussion s’achève sur une dispute, réconciliée au dîner.
La nuit, Gérard rêve d’Isabelle.
VI
Le jour précédant le départ de Gérard, Mme Floche reçoit une lettre d’Isabelle, comme deux fois par an lorsqu’elle annonce sa venue. Elle viendra donc cette nuit; Gérard prévoit de la voir, l’abbé essaye de l’en dissuader.
Le soir, tout le monde va se coucher tôt, on ne joue pas aux jeux habituels. 
La nuit, Gérard gagne un poste d’observation qu’il avait préalablement aménagé. De là, il assiste à une scène étrange dans la chambre de Mme Floche: elle et Isabelle discutent, Isabelle reçoit de l’argent et semble se chagriner de quelque chose; puis arrive Mme de Saint Auréol, en tenue de soirée délirante, qui, mélodramatiquement, s’énerve contre sa fille, lui reprend l’argent, et lui donne des bagues, avant de la quitter désagréablement. La scène paraît irréelle, les protagonistes semblant forcer leur jeu.
Isabelle part vite après, sans prendre le temps de dire bonsoir à son fils Casimir, se disant trop pressée. Gérard cherche à la rattraper, mais arrive trop tard, la voiture d’Isabelle est déjà partie.
VII
Gérard est donc reparti pour Paris. Un an plus tard, il reçoit un faire-part annonçant la mort des époux Floche. Il envoie ses condoléances à Casimir, puis reçoit de lui une lettre lui rappelant sa promesse de revenir le voir. Il retourne donc à la Quartfourche, souhaitant y croiser Isabelle.
Dans le train, il rencontre l’abbé, qui lui explique la situation plus en détail: les Floche sont morts, M. de Saint-Auréol aussi, le domaine hypothéqué est exproprié, les arbres sont abattus pour payer les dettes, Isabelle est partie avec un financier, ne restent que Casimir, Gratien, et sa femme, pour veiller sur une propriété en déchéance. L’abbé, lui, se fait prêtre de paroisse, ce qui semble l’avoir rendu plus aimable et ouvert.
Une fois arrivé, Gérard constate de ses propres yeux ce que disait l’abbé; il dit bonjour à Gratien, qui est désespéré, et aperçoit Isabelle.
Il se décide à l’aborder, discute avec elle de son histoire. Il lui montre la lettre qu’elle avait écrite, ce qui la pousse à s’ouvrir à lui. Elle lui révèle que, sur le point de s’enfuir, elle a senti le cœur lui manquer, et a prévenu Gratien, devenant indirectement responsable de la mort de son amant. Cette conversation fait perdre à Gérard l’amour qu’il éprouvait pour elle, l’ayant estimée très égocentrique, et finalement peu intéressante. Il conclut la discussion en allant parler avec Casimir.
Gérard ne revit plus Isabelle, et les seules nouvelles qu’il en eut furent qu’après avoir quitté le financier, elle partit avec un cocher. À la vente des biens fonciers du domaine, Gérard rachète une des petites fermes, et y loge Gratien, Casimir et Mme de Saint Auréol, désormais retombée en enfance et qui mourra trois ans plus tard. Lors d’une de ses visites, il se marie avec la fille aînée de la famille voisine. Il retourne régulièrement à la ferme causer avec Gratien et Casimir, qui lui envoient une rente de sa terre qu’ils cultivent.
Ainsi finit le récit de Gérard, tard dans la nuit, et les trois amis s’endorment tandis que Jammes compose une élégie.

## Adaptation
- Isabelle, téléfilm  français réalisé par Jean-Paul Roux diffusé le mardi 24 février 1970, sur la deuxième Chaîne de l'ORTF, avec dans les rôles principaux Robert Etcheverry et Béatrice Arnac.